# Keşanlı Ali Destanı
Pour plus de détails, voir Fiche technique et Distribution.
Keşanlı Ali Destanı (La Ballade de Keşanlı Ali) est un film turc réalisé par Atıf Yılmaz d'après la pièce de théâtre de Haldun Taner, sorti en 1964.

## Synopsis
Ali est un jeune homme vivant dans un quartier d'Istanbul. Il est amoureux de Zilha. Mais quand İhsan, l'oncle de Zilha, est assassiné, il est accusé et emprisonné, ne pouvant prouver son innocence. L'oncle étant l'homme le plus détesté du voisinage, Ali devient le héros du quartier,.

## Fiche technique
- Titre : Keşanlı Ali Destanı
- Réalisation : Atıf Yılmaz
- Scénario : Haldun Taner et Atıf Yılmaz
- Photographie : Çetin Gürtop
- Montage :
- Musique : Yalçın Tura
- Production : Memduh Ün
- Société de production :
- Pays :  Turquie
- Genre : Film dramatique
- Durée : 86 minutes
- Dates de sortie : 1964

## Distribution
- Fikret Hakan : Keşanlı Ali
- Fatma Girik : Zilha
- Aydemir Akbaş
- Danyal Topatan
- Hayati Hamzaoğlu
- Hüseyin Baradan
- Mualla Sürer
- Mehmet Ali Akpınar
- Nusret Ersöz
- Sami Hazinses

## Récompenses
- Festival international du film d'Antalya 1965 : prix du meilleur réalisateur pour Atıf Yılmaz, oranges d'or pour Fikret Hakan et Fatma Girik[4]